# Dolenja vas pri Ribnici
Dolenja vas pri Ribnici este o arie protejată (arie specială de conservare — SAC, sit de importanță comunitară — SCI) din Slovenia întinsă pe o suprafață de 13,4 ha, integral pe uscat.

## Localizare
Centrul sitului Dolenja vas pri Ribnici este situat la coordonatele 45°42′01″N 14°46′04″E / 45.7004°N 14.7677°E.

## Înființare
Situl Dolenja vas pri Ribnici a fost declarat sit de importanță comunitară în aprilie 2004 pentru a proteja un număr necunoscut de specii din flora spontană și fauna sălbatică aflate în arealul zonei. Situl a fost protejat și ca arie specială de conservare în februarie 2012.

## Biodiversitate
Situată în ecoregiunea alpină, aria protejată conține 2 habitate naturale: Pajiști cu Molinia pe soluri calcaroase, turboase sau argilos-nămoloase (Molinion caeruleae), Mlaștini turboase de tranziție și turbării mișcătoare.
La baza desemnării sitului se află un număr nedeclarat de specii protejate.